# 红菇目
红菇目（学名：Russulales）是伞菌纲下的一目，包括红菇属、乳菇属在内的伞菌类以及它们的多孔菌、革菌近亲。据2008年时的统计，该目共含12科、80属、1767个物种。
红菇类伞菌是一个独立进化的伞菌分支，与伞菌目并没有直接关联。
该目还包括了一些红菇类地下菌、多孔菌（如刺孢多孔菌属）、齿菌、珊瑚菌（如密瑚菌属 Artomyces）。这一目中的担孢子通常都有淀粉质表面纹饰，呈疣状或网状，不过有小部分例外，如多年异担子菌。冠瑚菌属（Clavicorona）原先被划分为红菇目，但其模式种C. taxophila现属伞菌目，剩余种则保留在红菇目中，划分为密瑚菌属。

## 分类
- 地花菌科（Albatrellaceae）
- 淀粉韧革菌科（Amylostereaceae）
- 耳匙菌科（Auriscalpiaceae）
- 刺孢多孔菌科（Bondarzewiaceae）
- 木齿菌科（Echinodontiaceae）
- 猴头菌科（Hericiaceae）
- Hybogasteraceae
- 茸瑚菌科（Lachnocladiaceae）
- 隔孢伏革菌科（Peniophoraceae）
- 红菇科（Russulaceae）
- Gloeocystidiellaceae
- 韧革菌科（Stereaceae）